# Vimal Mundada
Dr Vimal Mundada, född omkr. 1963, död 22 mars 2012, var en indisk politiker som bland annat tjänstgjorde som hälsovårdsminister i Maharashtras delstatsregering. Hon var hemmahörande i distriktet Beed och tillhörde Nationalist Congress Party, efter att tidigare ha företrätt BJP i delstatens lagstiftande församling på ett mandat kvoterat för scheduled castes.